# Straumsholmane
Straumsholmane est une île dans le landskap Sunnhordland du comté de Vestland. Elle appartient administrativement à Øygarden.

## Géographie
Rocheuse et couverte d'une légère végétation, elle s'étend sur environ 74 m de longueur pour une largeur approximative de 48 m.